# Малатия-Себастия
Мала́тия-Себа́стия (арм. Մալաթիա-Սեբաստիա վարչական շրջան) — один из 12 административных районов Еревана, столицы Армении. Расположен в западной части города. По данным переписи 2022 года, в нём проживает 141 700 человек, хотя по данным национального статистического комитета Армении 2024 года в  этом районе проживает 146 тысяч жителей, что делает этот район самым первым по численности в Ереване.
Малатия-Себастия граничит с районом Ачапняк с севера, районом Кентрон с востока и районом Шенгавит с юга. Он также имеет границы с Армавирской областью на востоке и с Араратской областью на юго-востоке.
Название сообщества происходит от двух бывших крупных армянонаселенных городов в Западной Армении (современная Восточная Турция): Малатья и Себастия.
Район неофициально разделён на кварталы: Малатия, Себастия, квартал Зоравара Андраника/Юго-востоке/Бангладеш с микрорайонами А1, А2, А3, Б1, Б2, Б3, Б4, Шаумян, Араратян с микрорайонами 1-й и 2-й, Ахтанак.

## История
В 1925 году выжившие после геноцида в Западной Армении жители исторического города Малатья (сегодня в Турции) основали новое поселение Малатия к западу от центра Еревана. Спустя 2 года поселение Себастия было построено к северу от Малатии, главным образом, пострадавшими от геноцида в историческом городе Себастия. В течение 1940-х годов, по мере расширения города Еревана, поселения Малатия и Себастия вместе с окружающими поселениями стали частью столицы. В 1945 году Малатия и Себастия были связаны с центральным Ереваном мостом Победы и проспектом Адмирала Исакова.
В 1996 году Малатия и Себастия были объединены в один район под названием Малатия-Себастия и стали одним из 12 районов Еревана.
В этом районе находится Себастийский шёлковый завод и металлургический завод РАО «МАРС». Международный аэропорт Звартноц расположен на окраине Малатии-Себастии, к юго-западу от района.

## Власть
Глава района — Ромик Мхитарян.
Районная управа ежегодно отчитывается о показателях и событиях в районе.

## Крупные улицы
- Проспект Адмирала Исакова
- Улица Раффи
- Улица Себастия
- Улица Тычины (имя белорусского писателя - Пабло Тычина)
- Улица Арно Бабаджаняна
- Улица Зоравара Андраника
- Улица Даниэла Варуджана
- Улица Гусана Шерама

## Достопримечательности
- Церковь Пресвятой Богородицы Малатийской
- Церковь Святой Троицы
- Ераблурское военное кладбище и Часовня святых мучеников Вартананц
- Православная Церковь Святого Креста
- Мемориальный парк «Отечественная война»
- Молодёжный парк
- Парк Ваан Затикян
- Малатийский сад
- Парк любви и веры
- Парк Юрия Бахшяна
- Итальянский парк
- Центр Арменикум
- Образовательный комплекс Мхитар Себастаци

## Спорт
- Школа имени Хорена и Шоошанига Аведисяна
- Учебный центр «Бананц»
- Стадион Бананц
- Ереванский велодром

## Историко-архитектурные объекты
Историко-архитектурные объекты, находящиеся под охраной государства:
| Название | Оригинальное название | Изображение | Дата постройки   | Адрес                        | Примечания |
| -------- | --------------------- | ----------- | ---------------- | ---------------------------- | ---------- |
| Канал    | арм. ՋՐԱՆՑՔ           |             | VII век до н. э. | на правом берегу реки Раздан |            |
| Хачкар   | арм. խաչքար           |             | XIV век          |                              |            |

## Галерея

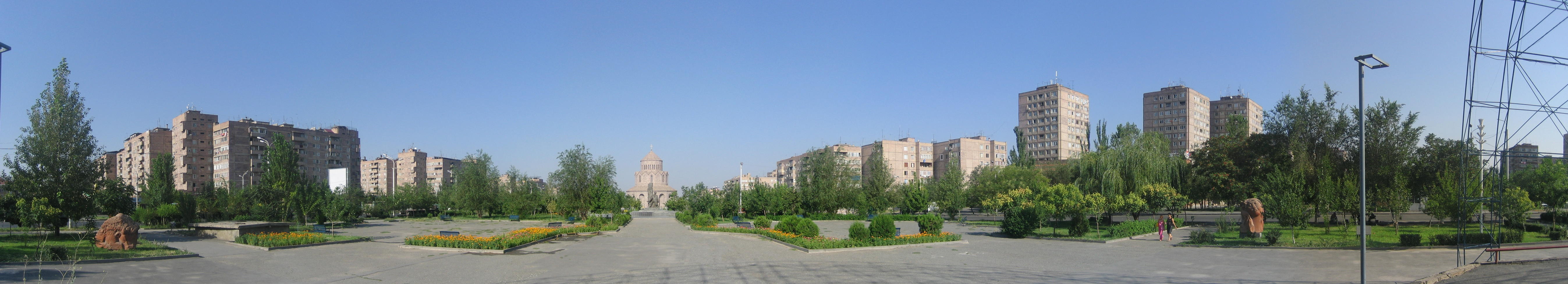
Панорама района

Малатия-Себастия
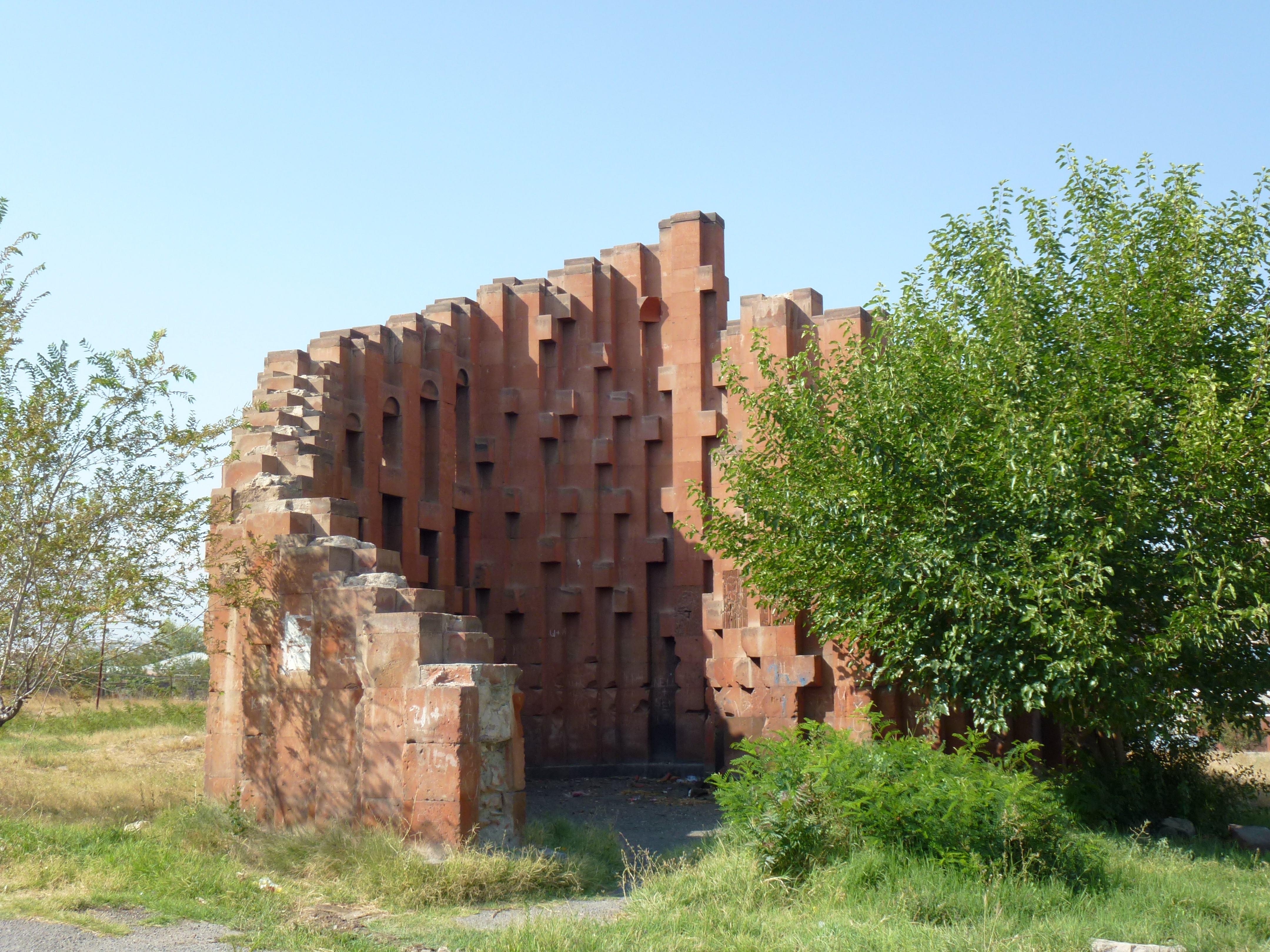
Мемориал Карабахской войны
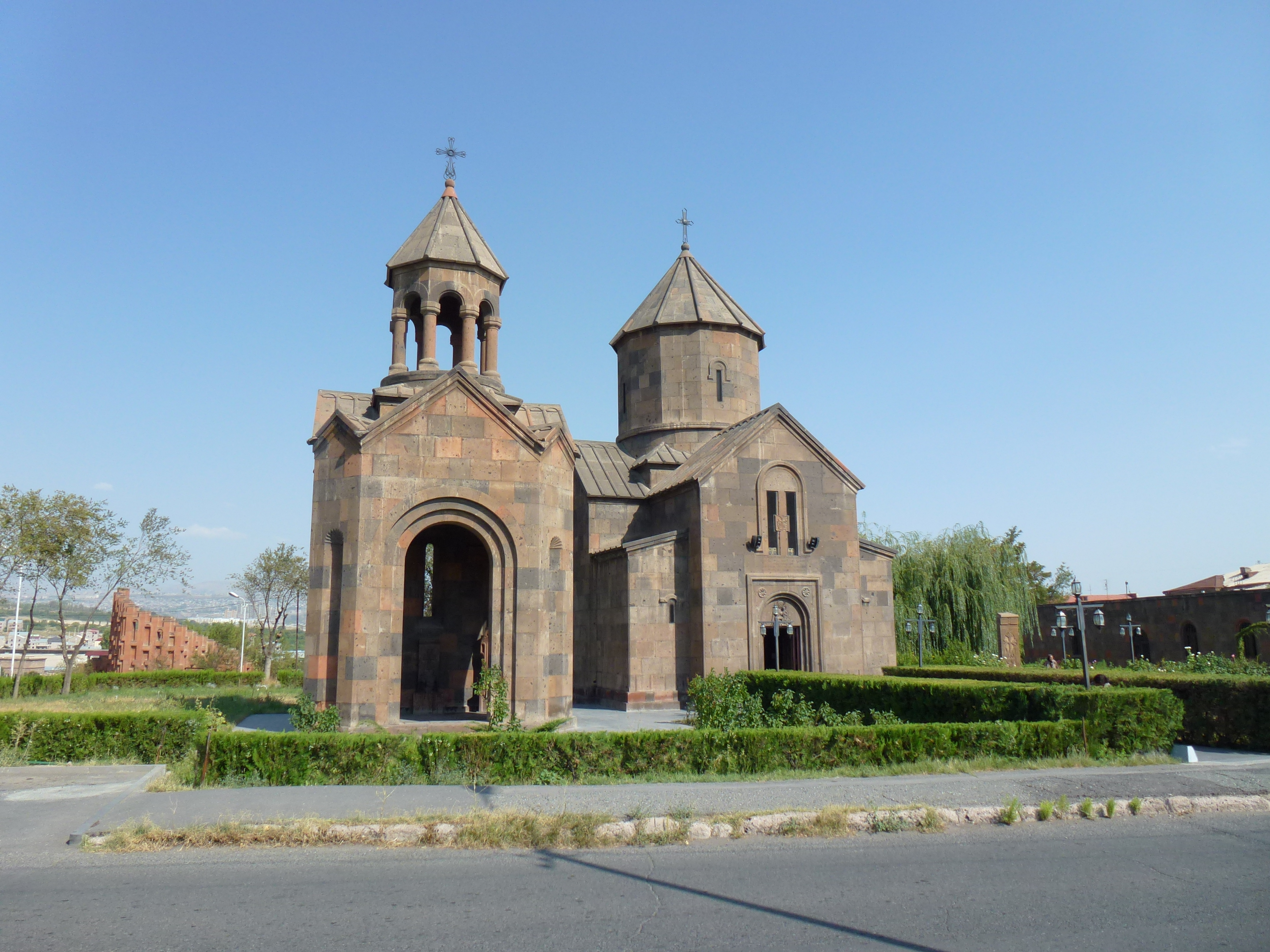
Церковь Богоматери Малатийской
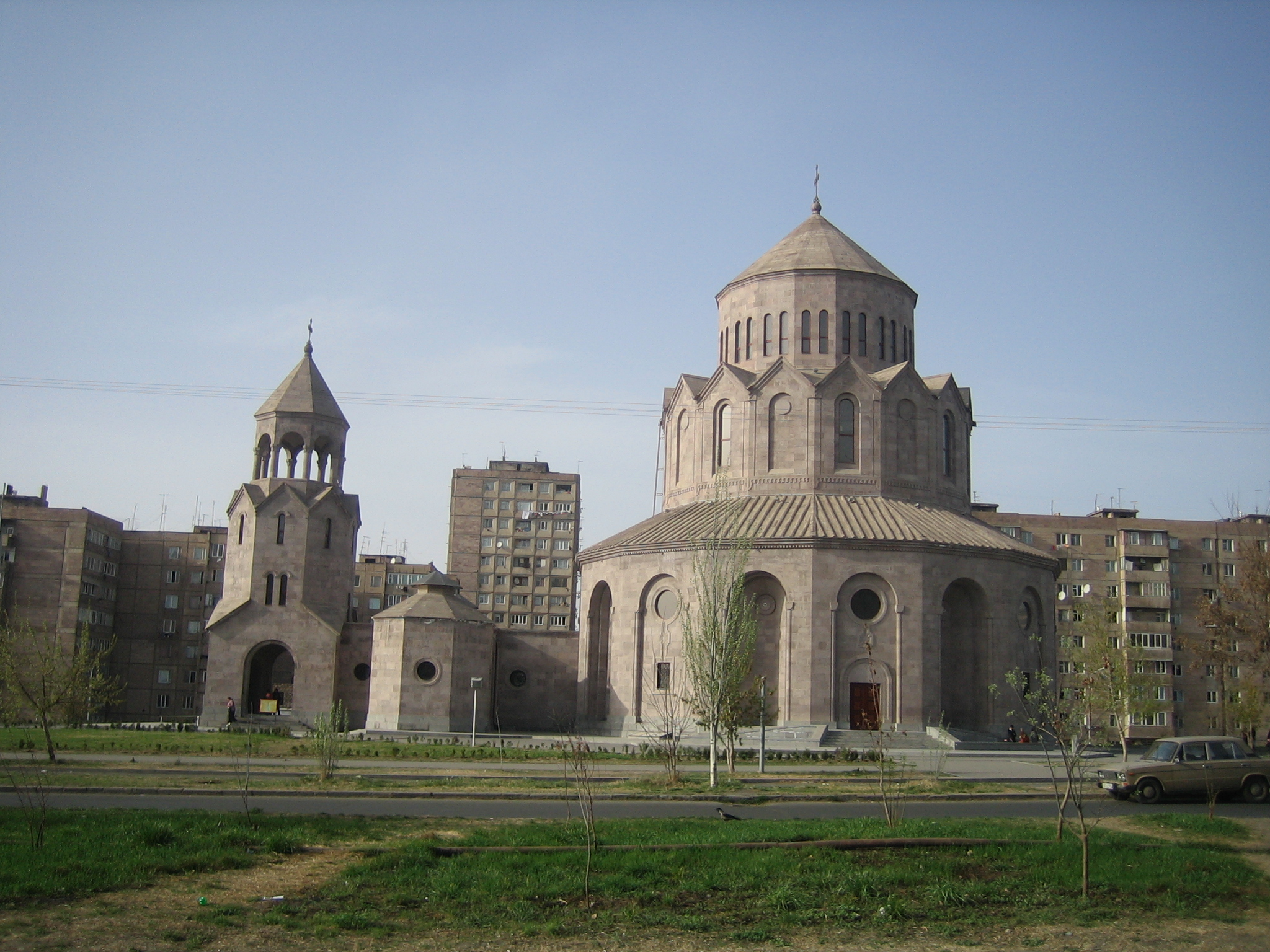
Церковь Святой Троицы
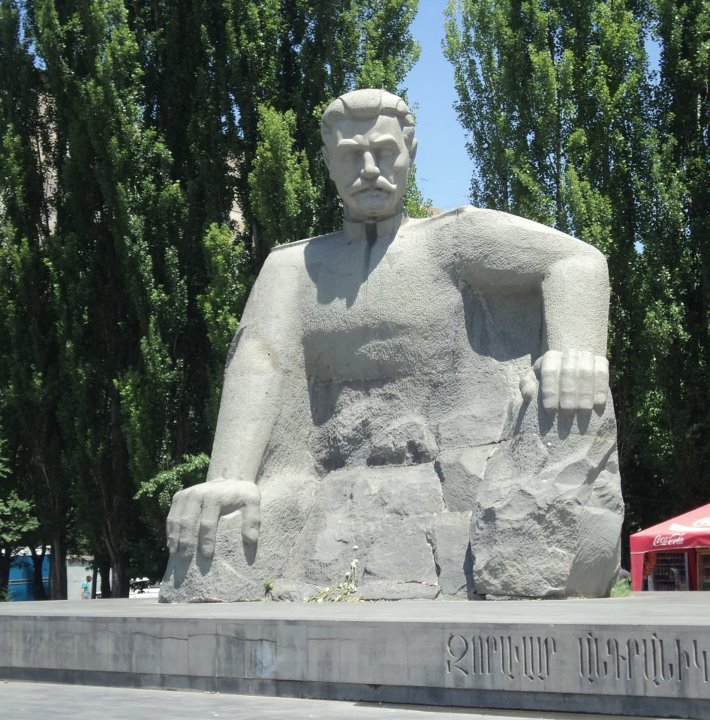
Памятник генералу Андранику
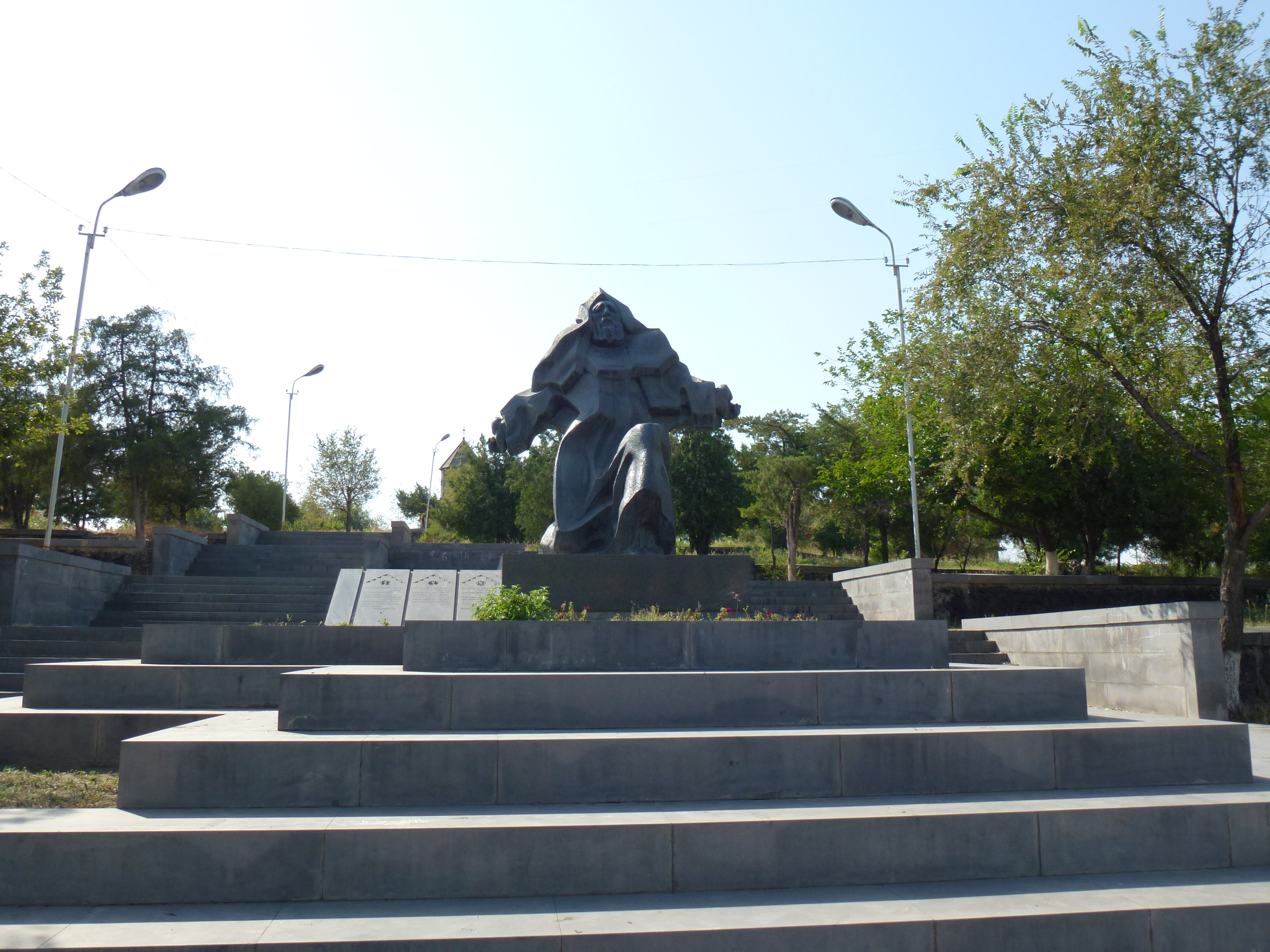
Памятник Григору Нарекаци